# Річкова течія

Схема течій річки: 1 - верхня, 2 - середня, 3 - нижня

Річкова́ течія́ — рух води в річці від верхів'я до гирла.

## Класифікація
Течії поділяють на три види:
- верхня течія
- середня течія
- нижня течія

Пороги на річці Мизунка

Верхня течія утворюється неподалік витоків річки (рівнинні річки беруть початок, зазвичай, з джерела, болота чи озера, а гірські — з льодовика).
У середній течії у річку, зазвичай, впадають притоки і вона стає повноводнішою.
У нижній течії річка, переважно, тече повільно і плавно, часто утворюючи звивини.
За характером течії річки поділяють на:
- рівнинні
- гірські

Напрям і швидкість течії річки залежать від рельєфу поверхні, якою тече річка. Рівнинні річки течуть спокійно, гірські — набагато швидше. Дно в рівнинних річок складається, в основному, з м'яких порід, які легко розмиваються течією. Однак, у деяких місцях трапляються тверді породи, які розмиваються повільніше. Коли тверді породи перегороджують русло, на річці утворюються пороги. Іноді — на річках утворюються водоспади.

## Значення та вплив

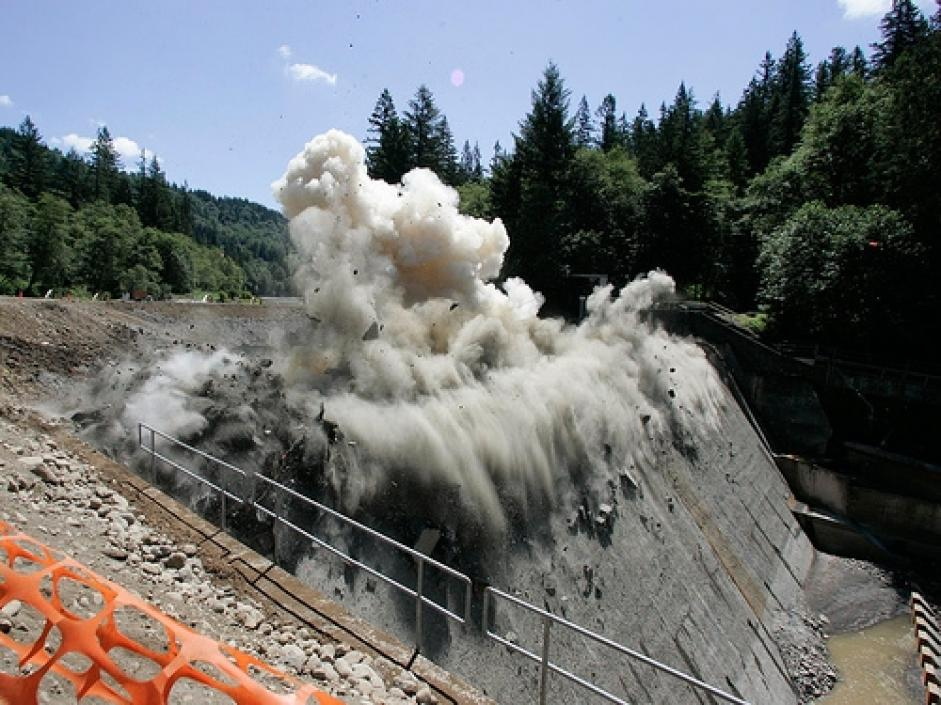
Плановий підрив дамби на річці Сенді в США, 2007

Будь-які перешкоди на річці, що змінюють її природню проточність (течію) — впливають на навколишні екосистеми. Зокрема, риби тоді мають менше території для міграції та розмноження. А умови життя тварин, які залежать від річкових ресурсів — риби або поживних речовин, що спускаються вниз за течією, — погіршуються. В Україні на деяких територіях це, зокрема,  ведмідь бурий, норка європейська та видра річкова. Приклад впливу фрагментації річки на риб — знищення популяцій мігруючих осетрових у Дніпрі.
У Європейському Союзі «звільнення» (відновлення природної течії) річок (dam removal) — один з природоохоронних пріоритетів. Згідно Європейської Стратегії з біорізноманіття, до 2030 року країни ЄС планують відновити вільну течію 25 тисяч кілометрів річок, щоб гарантувати нормальне водозабезпечення навколишніх регіонів.

## Річкові течії як альтернативне джерело енергії
Енергія води, як і енергія вітру, використовується людьми здавна як джерело механічної енергії, а починаючи з ХХ століття — і як джерело електроенергії. У світі побудована велика кількість гідроелектростанцій (ГЕС та ГАЕС), які виробляють до 5% загальної електроенергії, причому в деяких країнах частка електрики, виробленої на гідроелектростанціях, значно вища. За інформацією Державного агентства з енергоефективності та енергозбереження України, потенціал гідроенергетики в Україні використовується на 60%. В основному, за рахунок гідроелектростанцій Дніпровського каскаду та інших великих ГЕС . За інформацією ПАТ «Укргідроенерго» — основного виробника гідроенергії в Україні — гідроенергетичний потенціал в інших країнах використовується значно більше, ніж в Україні: у США — на 82%, в Італії та Франції — на 95-98 %.
На гідроелектростанції за допомогою гідротурбіни кінетична енергія води перетворюється в електроенергію. В Україні найбільші ГЕС та ГАЕС побудовані на Дніпрі (каскад з 6 гідроелектростанцій), Дністрі та Південному Бузі (по три на кожній річці). Крім того, діє більше 70-ти так званих «малих» ГЕС.
Станом на кінець 2016 року потужність усіх українських ГЕС становила 6,2 ГВт або 11,2% від загального балансу енергосистеми країни.